# Dumitru Brătianu
Dumitru (Dimitrie) C. Brătianu  (n.  1818, Pitești – d. 8 iunie 1892, București) a fost un diplomat și om politic român, ministru în diverse guverne și cel de-al cincisprezecelea prim-ministru al României. A fost fratele liberalului Ion C. Brătianu și a fost fiul stolnicului Constantin „Dincă” Brătianu și al Anei Brătianu (n. Tigveanu).
În calitate de primar al Bucureștiului, a fost martorul unui eveniment major în istoria țării noastre: venirea Regelui Carol I de Hohenzollern-Sigmaringen, primul rege al României. Dimitrie C. Brătianu l-a primit pe Carol I în apropierea pădurii Băneasa, unde a ținut un discurs în fața a peste 30.000 de oameni.

## Studii
În 1835 susține examenul de bacalaureat la Paris și urmează, timp de un an, cursurile Facultății de Medicină. Se înscrie apoi la Facultatea de Drept unde își obține licența în 1841.

## Activitatea politică
Simpatizant al Partidului Republican Francez (liberal radical), Dumitru Brătianu colaborează (între 1836 și 1848), sub pseudonimul "Regnault", la publicațiile "Le National" și "La Revue independante".  
Participă activ, alături de fratele său, Ion C. Brătianu, la insurecția pariziană din februarie 1848. În țară este cooptat în societatea "Frăția" și este unul dintre membrii fondatori (mai 1848) ai Comitetului Revoluționar din Țara Românească.
La 11 iunie 1848 este acreditat ca agent diplomatic pe lângă guvernele Austriei și Ungariei, iar din 12 septembrie 1848, pe lângă multe alte "guverne prietene". 
Începând cu noiembrie 1848 desfășoară o puternică activitate diplomatică în sprijinul cauzei naționale. Alături de alți revoluționari români fondează "Comitetul Revoluționar Român" (iunie 1849) și "Asociația Română pentru Condurecea Emigrației" (decembrie 1849).
Din 1857 revine în țară și conduce, alături de fratele său și C. A. Rosetti, gruparea radicală a Partidul Național Liberal. În septembrie 1857 este ales deputat de Pitești în Adunarea Ad-hoc.
În iunie-august 1858 desfășoară o misiune diplomatică în Occident, iar din ianuarie 1859 este ales deputat de Pitești și secretar al Adunării Elective care îl proclamă pe colonelul Alexandru Ioan Cuza ca domnitor și în Țara Românească.

## Portofolii ministeriale
- Ministru de Externe (25 ianuarie - 27 martie 1859)
- Ministru de Interne (28 mai - 13 iulie 1860)
- Ministru al Cultelor și Intrucțiunii (1 martie -4 august 1867)
- ad-interim la Agricultură, Comerț și Lucrări publice (1 martie -4 august 1867)
- Președinte al Consiliului de miniștrii (10 aprilie - 8 iunie 1881)
- Ministru al Afacerilor Străine (10 aprilie - 8 iunie 1881)

## Activitate culturală
Este membru fondator al "Societății pentru Învățătura Poporului Român" (1839), al "Asociației Literare a României" (1845), participant la acțiunile "Societății Studenților Români" din Paris (1845) și co-fondator al "Societății în vederea înființării de școale în Principate" ("Însocierea Lazariană") (1847).
Dumitru Brătianu este inițiat în francmasonerie la Paris în Loja Ateneul Străinilor, la 9 mai 1846. În același an devine membru al lojilor masonice "L'Athénée des Etrangers" și Trandafirul Perfectei Tăceri, în care va primi, în februarie și iulie 1847, gradele de Companion și, respectiv, de Maestru. Din 1847 participă la lucrările Lojii bucureștene Frăția.
În prezent, o stradă din municipiul Pitești îi poartă numele.